# Resistencia antineoplásica
La resistencia antineoplásica, a menudo utilizada indistintamente como resistencia a la quimioterapia, es la resistencia de las células neoplásicas (cancerosas), o la capacidad de las células cancerosas para sobrevivir y crecer a pesar de las terapias anticancerígenas. En algunos casos, los cánceres pueden desarrollar resistencia a múltiples fármacos.
Existen dos causas generales de fracaso de la terapia antineoplásica: Las características genéticas inherentes, que confieren a las células cancerosas su resistencia, y la resistencia adquirida tras la exposición al fármaco, que tiene su origen en el concepto de heterogeneidad de las células cancerosas. Entre las características de las células resistentes se incluyen la alteración del transporte de membrana, el aumento de la reparación del ADN, los defectos de la vía apoptótica, la alteración de las moléculas diana, de las proteínas y de los mecanismos de la vía, como la desactivación enzimática. Dado que el cáncer es una enfermedad genética, dos acontecimientos genómicos subyacen a la farmacorresistencia adquirida: Las alteraciones del genoma (por ejemplo, la amplificación y deleción de genes) y las modificaciones epigenéticas. Las células cancerosas utilizan constantemente diversas herramientas, que incluyen genes, proteínas y vías alteradas, para asegurar su supervivencia frente a los fármacos antineoplásicos.

## Definición
La resistencia antineoplásica, sinónimo de resistencia a la quimioterapia, es la capacidad de las células cancerosas de sobrevivir y crecer a pesar de las diferentes terapias anticancerosas, es decir, su resistencia a múltiples fármacos. Existen dos causas generales de fracaso de la terapia antineoplásica: La resistencia inherente, como las características genéticas que confieren a las células cancerosas su resistencia desde el principio, que tiene su origen en el concepto de heterogeneidad de las células cancerosas, y la resistencia adquirida tras la exposición a los fármacos.

## Heterogeneidad de las células cancerosas.
La heterogeneidad de las células cancerosas, o heterogeneidad tumoral, es la idea de que los tumores están formados por distintas poblaciones de células cancerosas que son morfológica, fenotípica y funcionalmente diferentes. Ciertas poblaciones de células cancerosas pueden poseer características inherentes, como mutaciones genéticas y/o cambios epigenéticos, que les confieren resistencia a los fármacos. Los fármacos antineoplásicos matan a las subpoblaciones susceptibles y la masa tumoral puede reducirse como respuesta inicial al fármaco; las células cancerosas resistentes sobrevivirán al tratamiento, se seleccionarán y se propagarán, provocando finalmente una recaída del cáncer. 
La heterogeneidad de las células cancerosas puede provocar la progresión de la enfermedad cuando la terapia molecular dirigida, al no eliminar las células tumorales que no expresan el marcador, se divide y muta aún más, creando un nuevo tumor heterogéneo. En modelos de ratón de cáncer de mama, el microambiente inmunitario afecta a la susceptibilidad a la quimioterapia neoadyuvante. En el cáncer de mama, sobre todo en el subtipo triple negativo, el bloqueo de los puntos de control inmunitarios se ha utilizado con éxito en casos metastásicos y la terapia neoadyuvante

## Resistencia adquirida
Dado que el cáncer es una enfermedad genética, dos eventos genómicos subyacen a estos mecanismos de resistencia adquirida a los medicamentos: alteraciones del genoma (por ejemplo, amplificación y deleción de genes) y modificaciones epigenéticas .

### Causas genéticas

#### Alteraciones del genoma
El reordenamiento cromosómico debido a la inestabilidad del genoma puede causar amplificación y deleción de genes. Laamplificación genética es el aumento del número de copias de una región de un cromosoma que ocurren con frecuencia en tumores sólidos y pueden contribuir a la evolución del tumor a través de la expresión genética alterada.
La investigación con células de hámster en 1993 demostró que las amplificaciones en el gen DHFR involucrado en la síntesis de ADN comenzaron con la rotura cromosómica debajo del gen, y los ciclos posteriores de formación de puentes-rotura-fusión dan lugar a grandes repeticiones intracromosómicas. La sobreamplificación de oncogenes puede producirse en respuesta a la quimioterapia, y se cree que es el mecanismo subyacente en varias clases de resistencia. Por ejemplo, la amplificación del gen DHFR se produce en respuesta al metotrexato, la amplificación del gen TYMS (implicada en la síntesis de ADN) se produce en respuesta al 5-fluorouracilo, y la amplificación  del BCR-ABL se produce en respuesta al mesilato de imatinib. La determinación de áreas de amplificación génica en células de pacientes con cáncer tiene enormes implicaciones clínicas. La deleción génica es lo contrario de la amplificación génica, en la que se pierde una región de un cromosoma y se produce resistencia a los fármacos al perderse genes supresores de tumores como el gen TP53.
La inestabilidad genómica puede ocurrir cuando la horquilla de replicación se ve perturbada o estancada en su migración. Esto puede ocurrir con las barreras de la horquilla de replicación, proteínas como la PTIP, CHD4 y PARP1, que normalmente son eliminadas por los sensores de daños en el ADN de la célula, los reparadores de errores y los genes supresores de tumores BRCA1 y BRCA2.

#### Mecanismos epigenéticos
Las modificaciones epigenéticas en la resistencia a los fármacos antineoplásicos desempeñan un papel importante en el desarrollo del cáncer y la resistencia a los fármacos, ya que contribuyen a la regulación de la expresión genética. Dos tipos principales de control epigenético son la metilación del ADN y la metilación/acetilación de histonas. La metilación del ADN es el proceso de agregar grupos metilo al ADN, generalmente en las regiones promotoras aguas arriba, lo que detiene la transcripción del ADN en la región y silencia efectivamente genes individuales. Las modificaciones de las histonas, como la desacetilación, alteran la formación de cromatina y silencian grandes regiones cromosómicas. En las células cancerosas, donde se rompe la regulación normal de la expresión genética, los oncogenes se activan mediante hipometilación y los supresores de tumores se silencian mediante hipermetilación. De manera similar, en el desarrollo de la resistencia a los medicamentos, se ha sugerido que las modificaciones epigenéticas pueden resultar en la activación y sobreexpresión de genes de resistencia a los medicamentos.
Los estudios realizados en líneas celulares de cáncer han demostrado que la hipometilación (pérdida de metilación) del promotor del gen MDR1 provocaba la sobreexpresión y la multirresistencia a los fármacos.
En una línea celular de cáncer de mama resistente al metotrexato sin captación del fármaco ni expresión del portador del folato, la administración de DAC, un inhibidor de la metilación del ADN, mejoró la captación del fármaco y la expresión del portador del folato.
La resistencia adquirida al fármaco alquilante fotemustina en células de melanoma mostró una alta actividad de MGMT relacionada con la hipermetilación de los exones del gen MGMT .
En líneas celulares resistentes a imatinib, se ha demostrado que el silenciamiento del gen SOCS-3 mediante metilación provoca la activación de la proteína STAT3, lo que provoca una proliferación descontrolada.

### Mecanismos de las células cancerosas
Las células cancerosas pueden volverse resistentes a múltiples fármacos mediante la alteración del transporte de membrana, la mejora de la reparación del ADN, los defectos de la vía apoptótica, la alteración de las moléculas diana, las proteínas y los mecanismos de la vía, como la desactivación enzimática.

#### Transporte de membrana alterado

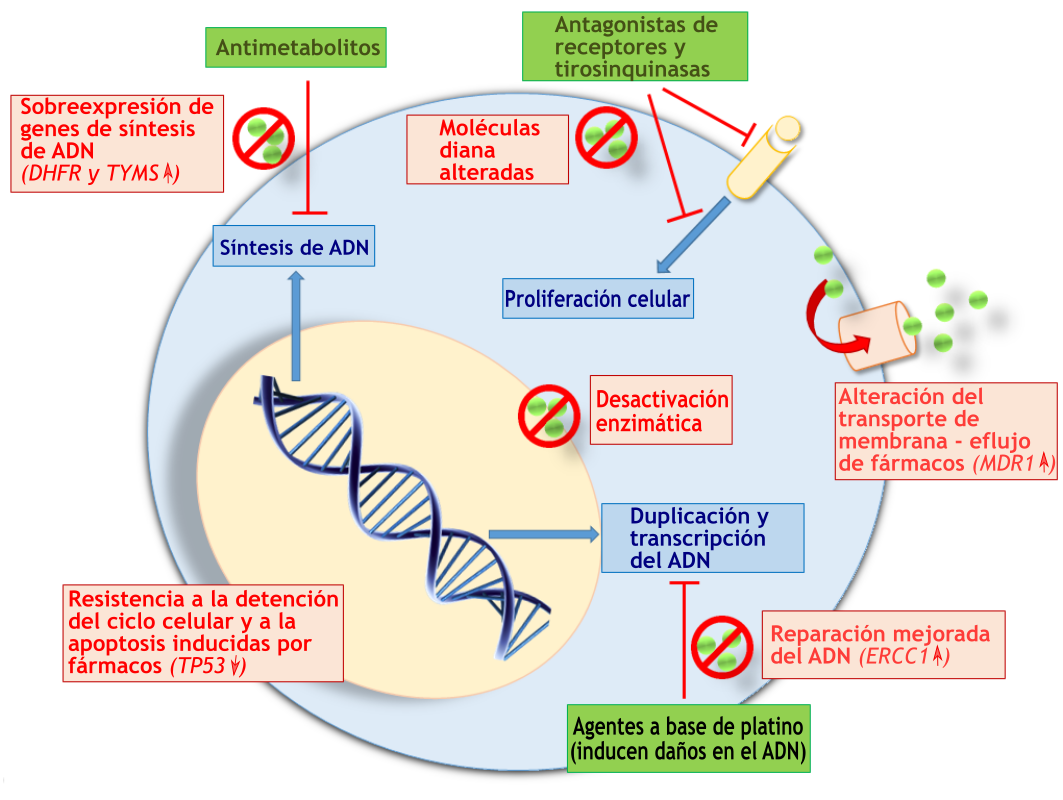
Una Visión general de los mecanismos de resistencia antineoplásica y ejemplos de los principales genes implicados. Los recuadros azules indican mecanismos de proliferación de células cancerosas; los verdes, intervenciones terapéuticas; los rojos, mecanismos de resistencia.resistencia.

Muchas clases de fármacos antineoplásicos actúan sobre componentes y vías intracelulares, como el ADN, componentes nucleares, lo que significa que necesitan entrar en las células cancerosas. La p-glicoproteína (P-gp), o proteína de resistencia a múltiples fármacos, es un transportador de membrana fosforilado y glicosilado que puede transportar fármacos fuera de la célula, disminuyendo o anulando así la eficacia del fármaco. Esta proteína transportadora está codificada por el gen MDR1 y también se denomina proteína transportadora dependiente de ATP (ABC). La MDR1 tiene una especificidad de sustrato promiscua, lo que le permite transportar muchos compuestos estructuralmente diversos a través de la membrana celular, principalmente compuestos hidrófobos. Los estudios han descubierto que el gen MDR1 puede activarse y sobreexpresarse en respuesta a fármacos, lo que constituye la base de la resistencia a muchos medicamentos. La sobreexpresión del gen MDR1 en células cancerosas se utiliza para mantener los niveles intracelulares de fármacos antineoplásicos por debajo de los niveles letales para las células. 
Por ejemplo, se ha descubierto que el antibiótico rifampicina induce la expresión de MDR1. Experimentos en diferentes líneas celulares resistentes a fármacos y en ADN de pacientes revelaron reordenamientos génicos que habían iniciado la activación o sobreexpresión de MDR1. Un polimorfismo C3435T en el exón 226 del MDR1 también se ha correlacionado fuertemente con las actividades de la glicoproteína p.
MDR1 se activa a través de NF-κB, un complejo proteico que actúa como factor de transcripción. En la rata, un sitio de unión de NF-κB es adyacente al gen mdr1b, NF-κB puede estar activo en células tumorales porque su gen NF-κB mutado o su gen inhibidor IκB mutaron bajo quimioterapia. En las células de cáncer colorrectal, la inhibición de NF-κB o MDR1 provocó un aumento de la apoptosis en respuesta a un agente quimioterapéutico.

#### Reparación mejorada del ADN
La reparación mejorada del ADN juega un papel importante en la capacidad de las células cancerosas para superar los daños al ADN inducidos por fármacos.
Las quimioterapias a base de platino, como el cisplatino, actúan sobre las células tumorales entrecruzando sus cadenas de ADN, causando mutaciones y daños. Estos daños desencadenan la muerte celular programada (por ejemplo, la apoptosis) en las células cancerosas. La resistencia al cisplatino se produce cuando las células cancerosas desarrollan una mayor capacidad para revertir estos daños eliminando el cisplatino del ADN y reparando cualquier daño producido. Las células resistentes al cisplatino regulan al alza la expresión del gen y la proteína del complemento cruzado de la reparación por escisión (ERCC1).
Algunas quimioterapias son agentes alquilantes, lo que significa que unen un grupo alquilo al ADN para evitar que se lea. La O6-metilguanina ADN metiltransferasa (MGMT) es una enzima reparadora del ADN que elimina los grupos alquilo del ADN. La expresión de MGMT está regulada positivamente en muchas células cancerosas, lo que las protege de los agentes alquilantes. Se ha encontrado una mayor expresión de MGMT en cáncer de colon, cáncer de pulmón, linfoma no Hodgkin, cáncer de mama, gliomas, mieloma y cáncer de páncreas.

#### Defectos de la vía apoptótica
TP53 es un gen supresor de tumores que codifica la proteína p53, que responde al daño del ADN ya sea mediante reparación del ADN, detención del ciclo celular o apoptosis. La pérdida de TP53 mediante la eliminación del gen puede permitir que las células se repliquen continuamente a pesar del daño en el ADN. La tolerancia al daño del ADN puede otorgar a las células cancerosas un método de resistencia a aquellos medicamentos que normalmente inducen la apoptosis a través del daño del ADN.
Otros genes implicados en la resistencia a los medicamentos relacionados con la vía apoptótica incluyen h-ras y bcl-2 /bax.  Se ha descubierto que el h-ras oncogénico aumenta la expresión de ERCC1, lo que da como resultado una mejor reparación del ADN (ver arriba). Se descubrió que la inhibición del h-ras aumenta la sensibilidad al cisplatino en las células de glioblastoma. La expresión aumentada de Bcl-2 en células leucémicas ( linfoma no Hodgkin ) dio como resultado niveles reducidos de apoptosis en respuesta a agentes quimioterapéuticos, ya que Bcl-2 es un oncogén que favorece la supervivencia.

#### Moléculas diana alteradas
Durante la terapia dirigida, a menudo la diana se ha modificado y ha disminuido su expresión hasta el punto de que la terapia deja de ser eficaz. Un ejemplo de ello es la pérdida del receptor de estrógeno (ER) y del receptor de progesterona (PR) tras el tratamiento antiestrógeno del cáncer de mama. Los tumores con pérdida de ER y PR ya no responden al tamoxifeno u otros tratamientos antiestrógenos, y si bien las células cancerosas siguen respondiendo en cierta medida a los inhibidores de la síntesis de estrógenos, con el tiempo dejan de responder a la manipulación endocrina y ya no dependen de los estrógenos para crecer.
Otra línea de terapias utilizadas para tratar el cáncer de mama se dirige a quinasas como el receptor 2 del factor de crecimiento epidérmico humano (HER2) de la familia EGFR. A menudo se producen mutaciones en el gen  HER2 durante el tratamiento con un inhibidor,  y en torno al 50% de los pacientes con cáncer de pulmón presentan una mutación guardiana EGFR-T790M.
El tratamiento de la leucemia mieloide crónica (LMC) implica un inhibidor de la tirosina quinasa que se dirige al gen de fusión BCR/ABL llamado imatinib. En algunas personas resistentes al imatinib, el gen BCR/ABL se reactiva o amplifica, o se ha producido una mutación puntual única en el gen. Estas mutaciones puntuales mejoran la autofosforilación de la proteína BCR-ABL, lo que da como resultado la estabilización del sitio de unión de ATP en su forma activa, que no puede unirse mediante imatinib para una activación adecuada del fármaco.
La topoisomerasa es un objetivo ventajoso para la terapia del cáncer debido a su papel crítico como enzima en la replicación del ADN, y se han fabricado muchos inhibidores de la topoisomerasa. La resistencia puede producirse cuando los niveles de topoisomerasa disminuyen o cuando diferentes isoformas de topoisomerasa se distribuyen de forma diferencial dentro de la célula. También se han informado enzimas mutantes en células leucémicas de pacientes, así como mutaciones en otros cánceres que confieren resistencia a los inhibidores de la topoisomerasa.

### Metabolismo alterado
Uno de los mecanismos de resistencia antineoplásica es la sobreexpresión de enzimas metabolizadoras de fármacos o moléculas transportadoras. Al aumentar la expresión de enzimas metabólicas, los fármacos se convierten más rápidamente en conjugados de fármacos o formas inactivas que luego pueden excretarse. Por ejemplo, el aumento de la expresión de glutatión favorece la resistencia a los fármacos, ya que las propiedades electrófilas del glutatión le permiten reaccionar con agentes citotóxicos, inactivándolos. En algunos casos, la disminución o pérdida de expresión de enzimas metabolizadoras de fármacos confiere resistencia, ya que las enzimas son necesarias para procesar un fármaco de una forma inactiva a una forma activa. La desoxicitidina cinasa convierte el arabinósido de citosina, un fármaco quimioterapéutico comúnmente utilizado en leucemias y linfomas, en arabinósido trifosfato de citosina. La mutación de la desoxicitidina cinasa o su pérdida de expresión provoca resistencia al arabinósido. Se trata de una forma de desactivación enzimática. 
Los niveles de expresión del factor de crecimiento también pueden promover la resistencia a las terapias antineoplásicas. En el cáncer de mama, se observó que las células resistentes a los fármacos expresaban niveles elevados de IL-6, mientras que las células sensibles no expresaban niveles significativos del factor de crecimiento. La IL-6 activa los factores de transcripción de la proteína de unión al potenciador CCAAT que activan la expresión del gen MDR1 (véase Alteración del transporte de membrana).

## Marcadores genéticos de sensibilidad y resistencia a los medicamentos.
La farmacogenética juega un papel cada vez más importante en el tratamiento antineoplásico Las tecnologías de secuenciación rápida pueden identificar marcadores genéticos de sensibilidad al tratamiento y resistencia potencial. Determinados marcadores son más representativos y tienen más probabilidades de ser utilizados clínicamente.
Cuando faltan BRCA1 y BRCA2, como ocurre en entre el 5 y el 10 por ciento de todos los cánceres de mama, una horquilla estancada permanece desestabilizada y su ADN recién sintetizado se degrada. Esta inestabilidad genómica hace que la célula cancerosa sea más sensible a los fármacos quimioterapéuticos que dañan el ADN.
| Marcador      | Medicamento       | Enfermedades principales                     | Implicaciones clínicas |
| ------------- | ----------------- | -------------------------------------------- | --- |
| TYMS          | 5-fluorouracilo   | Cáncer colorrectal, de estómago, de páncreas | Un TYMS alto puede mostrar una respuesta deficiente y menos toxicidad                                                                         |
| DPYD          | 5-fluorouracilo   | Cáncer colorrectal, de estómago, de páncreas | Deficiencia de DPD asociada con mayor riesgo de toxicidad                                                                                     |
| UGT1A1        | irinotecán        | Cáncer colonrectal                           | La disminución de la actividad de UGT1A1 puede aumentar el riesgo de toxicidad                                                                |
| CYP2D6        | tamoxifeno        | Cáncer de mama                               | Los pacientes con actividad deficiente de CYP2D6 tienen mayores riesgos de recaída                                                            |
| EGFR          | Terapia anti-EGFR | Cáncer colorrectal, de pulmón                | La activación de las vías de EGFR mejora el crecimiento, la progresión y la resistencia del tumor a la terapia                                |
| KRAS          | Terapia anti-EGFR | Cáncer colorrectal, de pulmón                | La mutación KRAS se asocia con resistencia a la terapia anti-EGFR                                                                             |
| FCGR3A        | Rituximab         | Linfoma no Hodgkin                           | El genotipo FCRG3A 158Val/Val puede estar asociado con una mejor respuesta                                                                    |
| BRCA1 / BRCA2 | Platino           | Cáncer de mama, ovario                       | Los cánceres con mutación BRCA1/2 son más sensibles al daño del ADN. Las mutaciones intragénicas secundarias confieren resistencia adquirida. |

## Enfoques genéticos para superar la resistencia a los medicamentos.
Se sabe que las proteínas MDR son genes de resistencia a los fármacos y se expresan en gran medida en varios tipos de cáncer. La inhibición de los genes MDR podría dar lugar a la sensibilización de las células a los terapéuticos y a una disminución de la resistencia antineoplásica. La reversina 121 (R121) es un péptido de alta afinidad para MDR, y el uso de R121 como tratamiento para células de cáncer de páncreas produce un aumento de la quimiosensibilidad y una disminución de la proliferación.
La expresión aberrante de NF-κB se encuentra en muchos tipos de cáncer, y se ha descubierto que NF-κB interviene en la resistencia a quimioterapias basadas en platino, como el cisplatino. La inhibición de NF-κB mediante genisteína en varias líneas celulares de cáncer (próstata, mama, pulmón y páncreas) mostró una mayor inhibición del crecimiento y un aumento de la quimiosensibilidad, visto como un aumento de la apoptosis inducida por agentes terapéuticos. Sin embargo, puede resultar difícil atacar la vía del NF-κB, ya que puede haber muchos efectos no específicos.
La expresión de TP53 mutado provoca defectos en la vía apoptótica, lo que permite a las células cancerosas evitar la muerte. Se ha demostrado que la reexpresión del gen de tipo salvaje en células cancerosas in vitro inhibe la proliferación celular, induce la detención del ciclo celular y la apoptosis.
En el cáncer de ovario, el gen ATP7B codifica un transportador de eflujo de cobre, que se encuentra regulado positivamente en líneas celulares y tumores resistentes al cisplatino. El desarrollo de desoxinucleótidos antisentido contra el ARNm de ATP7B y el tratamiento de una línea celular de cáncer de ovario muestra que la inhibición de ATP7B aumenta la sensibilidad de las células al cisplatino.